# Euphorbia venenifica
Euphorbia venenifica är en törelväxtart som beskrevs av Tremaux och Karl Theodor Kotschy. Euphorbia venenifica ingår i släktet törlar, och familjen törelväxter. Inga underarter finns listade i Catalogue of Life.

## Bildgalleri

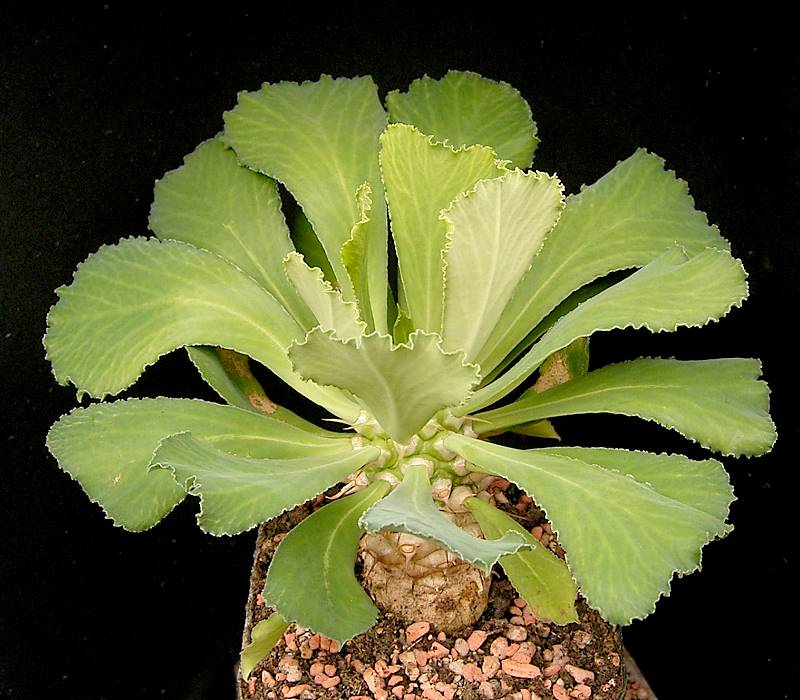
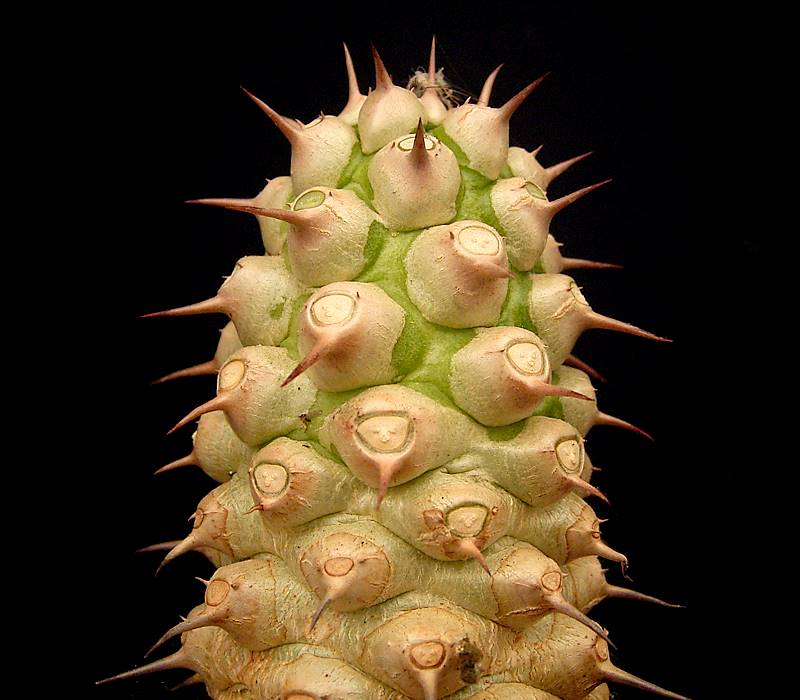
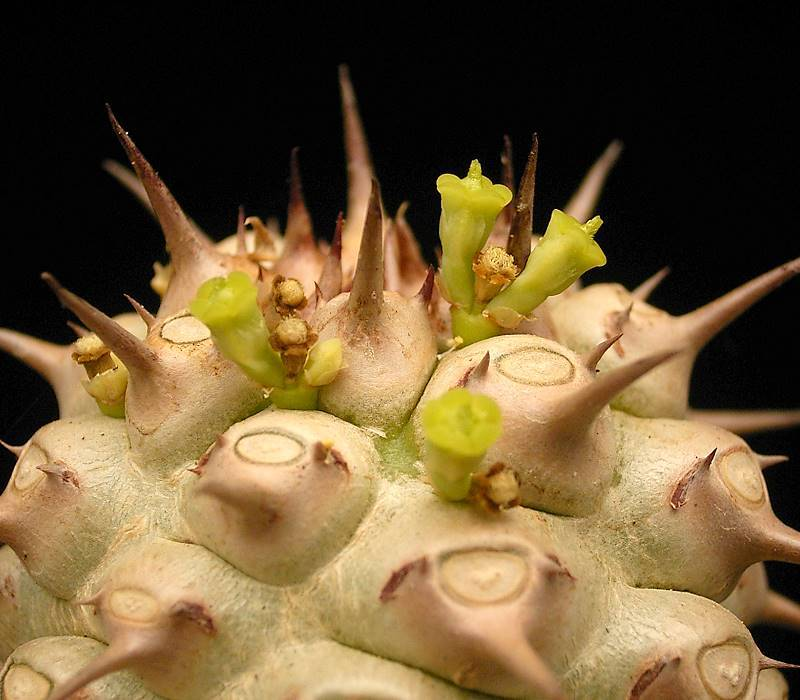